# Хитровка (Фёдоровский район)
Хитровка (баш. Хитровка) — упразднённая в 2005 году деревня Пугачёвского сельсовета Фёдоровского района Республики Башкортостан.

## География
Находилась на небольшой реке, не подписанной на карте, возле сухого русла реки Уртъелга.

### Географическое положение
Расстояние до: (на 1 января 1969):

- районного центра (Фёдоровка): 44 км,
- центра сельсовета (Юрматы): 4 км,
- ближайшей ж/д станции (Мелеуз): 20 км.

## История
На 1 июня 1952 года, на 1 января 1969 года, 1 июля 1972 года, на 1 сентября 1981 года — входил в Пугачёвский сельсовет.
Упразднена Законом Республики Башкортостан от 20 июля 2005 года № 211-з «О внесении изменений в административно-территориальное устройство Республики Башкортостан в связи с образованием, объединением, упразднением и изменением статуса населённых пунктов, переносом административных центров».

## Население
На 1 января 1969 года проживали 154 человека; преимущественно русские.
Население на 1 января 2002 года составляло 1 человек, башкир